# 통제의 환상
통제의 환상(Illusion of control)은 사람들이 사건들을 통제할 수 있는 능력을 과대평가하는 경향, 혹은 외부 환경을 자신이 원하는 방향으로 이끌어갈 수 있다고 믿는 심리적 상태이다.
이 용어는 미국의 심리학자인 엘렌 랭거에 의해 만들어졌고, 주로 도박 행위를 하도록 영향을 주는 생각과 과대망상에 대한 신념을 뜻한다.  
환상적인 우월감과 긍정적인 편향성을 가지며, 긍정적인 환상들 중의 하나다. 

## 같이 보기
- 자유의지
- 신경질